# 퓨리 월드
《퓨리 월드》는 《슈퍼 마리오 3D 월드》의 닌텐도 스위치 이식판 《슈퍼 마리오 3D 월드 + 퓨리 월드》에 수록된 2021년 플랫폼 게임이다. 슈퍼 마리오 브라더스 35주년을 기념해 출시됐으며 닌텐도 기획제작본부가 제작하고 닌텐도가 배급했다. 서양 지역에선 《쿠파의 분노》라는 제목으로 발매됐다.
플레이어는 마리오를 조종해 고양이 호수를 탐험하며 일정 도전과제들을 해결하고 고양이샤인을 수집해 흉악하게 변한 거대 쿠파를 원래대로 복귀시키는 것이 목표이다. 《슈퍼 마리오 3D 월드》의 게임플레이에 기반하며 두 번째 플레이어가 쿠파주니어를 조종해 참가할 수 있다.

## 반응
《슈퍼 마리오 3D 월드》는 미국에서 2021년 2월 가장 많이 팔린 비디오 게임이었다.

## 참조

### 주해
1. ↑  영어: Fury World, 일본어: フューリーワールド
2. ↑  영어: Bowser's Fury